# Маріка мікумійська
Ма́ріка мікумійська (Cinnyris hofmanni) — вид горобцеподібних птахів родини нектаркових (Nectariniidae). Ендемік Танзанії. Раніше вважався підвидом танзанійської маріки.

## Опис
Довжина птаха становить 9-13 см, вага 8 г. У самців під час сезону розмноження голова, груди і верхня частина спини смарагдово-зелені, крила, хвіст і живіт темно-коричневі, на грудях червоний "комірець". У самиць верхня частина тіла сірувато-зелена, нижня частина тіла жовтувато-сіра, поцяткована темними смужками, особливо на грудях. крила і хвіст темно-коричневі. Самці під час негніздового періоду схожі на самиць, однак на грудях у них червона смуга, а живіт чорний.

## Поширення і екологія
Мікумійські маріки поширені в Танзанії, від річок Руву і Пангані до регіону Морогоро. Вони живуть в саванах і садах. Зустрічаються на висоті від 500 до 1200 м над рівнем моря. Живляться нектаром, комахами і павуками.